# Mike Stewart
Mike Stewart (Havaí, 17 de maio de 1963) é um dos maiores bodyboarders de todos os tempos, conseguindo 11 títulos mundiais, embora antes de haver um circuito mundial oficial, e dominando completamente o esporte nas décadas de 1980 de 1990. É um dos poucos a ter conseguido transitar da velha-escola de bodyboard para a nova. Com mais de 40 anos, o bodyboarder americano continua ativo e competitivo no circuito mundial. Dono de uma linha invejavél, Mike consegue fazer tubos muito profundos e manobras fluidas, mesmo na crista da onda e em pontos críticos.
Mike Stewart é ainda o criador da marca de pranchas Mike Stewart da marca Mike Stewart Science, despontando como uma das melhores marcas de pranchas de bodyboard atuais.
No Brasil, os atletas patrocinada pela marca é Renata Cavalleiro, Rio de Janeiro.